# Timbiriche
Timbiriche (Тимбири́че) — мексиканская поп-группа, сформированная в начале 80-х. Это одна из самых успешных латиноамериканский групп 80-х — начала 90-х годов, и, возможно, самая значимая группа 80-х годов в Мексике. Коллектив дал начало карьере многих звёзд, в частности Эдуардо Капетильо, Паулины Рубио и Тали́и.

## История
Группа была основана в 1981 году с 6 участниками: Паулиной Рубио, Сашей Сокол, Бенни Ибаррой, Диего Шёнингом, Марианой Гарсой и Аликс Бауэр. Всем им тогда было меньше 11 лет, и большинство из них были детьми известных актёров, певцов, композиторов. В 1983 году к группе присоединился Эрик Рубин, и с тех пор число участников поддерживалось равным семи.
Сначала они были детской группой с песнями, рассчитанными на детей. Но в 1985 году с 6-м альбомом альбомом Timbiriche Rock Show группа изменила звучание и стала уже подростковой группой с песнями, ориентированными на тинейджеров. Песни на этом альбоме и видеоклипы, снятые для них, стали более коммерческими. С альбома было выпущено несколько хитовых синглов, включая «Soy Un Desastre», «Corro, Vuelo, Me Acelero» и «Teléfono».
Затем в 1985—1986 годах году в составе группы произошли изменения: в 1985 году Эдуардо Капетильо заменил Бенни Ибарру, а в 1986 году Тали́я пришла на смену Саше Сокол. Надо сказать, что группа сначала называлась La Banda Timbiriche («Группа Тимбириче»), и стала просто Timbiriche, уже когда Капетильо и Тали́я появились в составе.
В 1987 году группа выпускает седьмой альбом Timbiriche 7. Альбом продался в семи миллионах экземпляров, сделав группу самым продаваемым мексиканским исполнителем в истории.
Группа воссоединялась для туров в 1998—1999 и 2007—2008 годах.

## Участники
См. «Timbiriche#Members» в англ. разделе и «Anexo:Miembros de Timbiriche» в исп. разделе.

### Ранние годы (1982—1985)
- Бенни Ибарра (Benny Ibarra) — с 1982 по 1985
- Саша Сокол (Sasha Sokol) — с 1982 по 1986
- Мариана Гарса (Mariana Garza) — с 1982 по 1987
- Аликс Бауэр (Alix Bauer) — с 1982 по 1989
- Паулина Рубио (Paulina Rubio) — с 1982 по 1991
- Диего Шёнинг[исп.] (Diego Schoening) — с 1982 по 1994
- Эрик Рубин (Erick Rubín) — с 1983 по 1991

### Выборочный список участников более поздних составов
Подробнее см. в статье «Anexo:Miembros de Timbiriche» в испанском разделе.
- Эдуардо Капетильо (1985—1989)
- Талия (1986—1989)
- Эдит Маркес[исп.] (1986—1989)
- Биби Гайтан (1987—1991)
- Сильвия Кампос (1990—1994)